# Садовая (Тамбовская область)
Садовая — деревня в Сампурском районе Тамбовской области России. Входит в состав Сампурского сельсовета.

## География
Село находится на юге центральной части региона, в лесостепной зоне, в пределах Окско-Донской низменной равнины, несколькими кварталами по берегам рек Цна и Осиновка. 

### Климат
Климат умеренно континентальный, относительно сухой. Средняя температура воздуха самого холодного месяца (января) — −11,5 — −10,5 °C (абсолютный минимум — −39 °C); самого тёплого месяца (июля) — 19,5 — 20,5 °C (абсолютный максимум — 40 °С). Среднегодовое количество атмосферных осадков варьирует в пределах от 400 до 650 мм. Продолжительность залегания снежного покрова составляет в среднем 145 дней.

## История
В 1959 г. указом Президиума Верховного Совета РСФСР деревня Отрепьевка переименована в Садовую.

## Население
| 2010 |
| ---- |
| 77   |

## Инфраструктура
Основа экономики — сельское хозяйство. Личное подсобное хозяйство.

## Транспорт
Деревня доступна автотранспортом. Остановка общественного транспорта «Садовая».